# Världsmästerskapet i utomhushandboll för herrar 1966
Världsmästerskapet i utomhushandboll för herrar 1963 var det sjunde mästerskapet i utomhushandboll för elvamannalag för herrar. Det ägde rum från 25 juni till 3 juli 1966 i Österrike. Det blev det sista utomhusmästerskapet. Ett mästerskap planerades till 1969 men det spelades aldrig. Sista mästare blev Västtyskland. Bästa målskytt blev för andra gången i rad österrikaren Josef Steffelbauer med 25 mål, före den västtyske spelaren Herbert Lübking (som också blev tvåa vid föregående VM) och Josef Karrer med 24 mål vardera. Bara sex länder deltog: De båda tyska staterna DDR och BRD, Nederländerna, Österrike, Polen och Schweiz.
Mästerskapet avgjordes av en serie utan slutspel. Serien spelade efter regeln alla möter alla. På de fyra första speldagarna spelades tre matcher, på den femte dagen två och på sjätte dagen möttes de båda favoriterna förbundsrepubliken Tyskland (BRD) och Östtyskland (DDR). De båda tyska staterna hade vunnit alla sina matcher så det blev en ren final sista speldagen. Matchen mellan BRD och DDR slutade oavgjord 15-15, så målskillnaden avgjorde mästerskapet: BRD +51, DDR +41.

## Spelschema

### Första speldagen
- Polen–Schweiz 15-13 i Dornbirn
- BRD–Nederländerna 28-7 i Dornbirn
- DDR–Österrike 24-8 i Innsbruck

### Andra speldagen
- BRD–Polen	26-4 i Salzburg
- DDR–Schweiz 13-8 i Linz
- Österrike–Nederländerna 12-5 i Linz

### Tredje speldagen
- BRD–Österrike	17-15 i Bärnbach
- DDR–Polen	15-9 i Bruck
- Schweiz–Nederländerna 20-13 i Welz

### Fjärde speldagen
- BRD–Schweiz 18-12 i Neunkirchen vid Wien
- DDR–Nederländerna23-9 i Wien
- Österrike–Polen 19-15 i Eggenburg

### Femte speldagen
- Österrike–Schweiz 17-15 i Wien
- Polen–Nederländerna 14-12 i Laa/Thaya

### Sjätte speldagen
- BRD–DDR 15-15 i Linz[1]

## Sluttabell[2]
| Placering | Land          | Mål    | Poäng |
| --------- | ------------- | ------ | ----- |
| 1         | Västtyskland  | 104:53 | 9     |
| 2         | Östtyskland   | 90:49  | 9     |
| 3         | Österrike     | 71:76  | 6     |
| 4         | Polen         | 57:85  | 4     |
| 5         | Schweiz       | 68:76  | 2     |
| 6         | Nederländerna | 46:97  | 0     |

## Den avgörande matchen
De båda tyska lagen hade vunnit alla matcher då de möttes i seriefinalen den femte speldagen. Segraren i matchen skulle bli världsmästare. Genom det oavgjorda resultatet vann västtyskarna på sin bättre målskillnad. Östtyskland började matchen bäst och ledde efter en kvartmed 5-3. Västtyskland gjorde ett ryck till 7-5. I paus stod det 10-8 till Västtyskland. I andra halvlek utjämnade Östtyskland till 10 lika, och ledde senare med 14-12 då Västtyskland åter vände matchen och ledde med 15-14. Östtysklands Klaus Müller utjämnade till 15-15. Västtysklands målvakt Wriedt räddade sista skottet från Senger och gjorde sitt lag till "eviga" mästare.

## Världsmästarna 1966: Förbundsrepubliken Tyskland
Gerhard Biefang (ESV Jahn Rheinhausen) 2 matcher/0 mål, Karl Öhlschläger (SG Leutershausen) 2 matcher/0 mål, Günther Wriedt (Büdelsdorfer TSV) 5 matcher/0 mål – Diethard Finkelmann (Reinickendorfer Füchse) 4 matcher/1 mål, Peter Hättig (TuS 05 Wellinghofen) 4 matcher/0 mål, Erwin Heuer (TSV Grün-Weiß Dankersen) 4 matcher/0 mål, Josef Karrer (TV Großwallstadt) 5 matcher/24 mål, Rudolf Kirsch (TB Stöcken 1896) 3 matcher/2 mål, Werner Knecht (TS Esslingen 1890) 4 matcher/1 mål, Erich Kolb (Flensburger TB) 2 matcher/ 1 mål, Herbert Lübking (TSV Grün-Weiß Dankersen) 5 matcher/24 mål, Bernd Munck (MTV Eintracht Hildesheim) 4 matcher/11 mål, Erwin Porzner (TSV 1860 Ansbach) 5 matcher/14 mål, Herbert Schmidt (TuS 05 Wellinghofen) 5 matcher/0 mål, Volker Schneller (TSV 1860 Ansbach) 5 matcher/15 mål, Max Zwierkowski (TV 1894 Oppum) 5 matcher/11 mål – Tränare: Werner Vick